# رؤیا (نقاشی)
رؤیا (به فرانسوی: Le Rêve) نام تابلوی رنگ و روغنی در اندازه‌های ۱۳۰ در ۹۷ سانتی‌متر از پابلو پیکاسو، نقاش اسپانیایی است که آن را در سن ۵۰ سالگی از معشوقهٔ جوان ۲۴ ساله‌اش ماری ترز والتر کشید. گفته می‌شود او این تابلو را در بعدازظهر روز ۲۴ ژانویه ۱۹۳۲ کشیده‌است. طرح کلی نقاشی بسیار ساده و تضاد رنگ‌ها یادآور اوایل سبک فوویسم است.
محتوای شهوانی این تابلو به کرات مورد توجه واقع شده‌است و منتقدان بر این باورند که پیکاسو آلت مردانه‌ای را در حالت نعوظ (احتمالاً به نشانهٔ آلت خودش) در چهرهٔ به‌یک‌سوی خم‌شدهٔ مدلش نقاشی کرده‌است.